# Viscosia pseudosegmentata
Viscosia pseudosegmentata är en rundmaskart som beskrevs av Allgen 1947. Viscosia pseudosegmentata ingår i släktet Viscosia och familjen Oncholaimidae. Inga underarter finns listade i Catalogue of Life.